# Nancy Gates
Nancy Gates (Dallas, 1º febbraio 1926 – Los Angeles, 24 marzo 2019) è stata un'attrice statunitense.
Recitò dal 1942 al 1960 in oltre 30 film e dal 1953 al 1969 in oltre 50 produzioni televisive.

## Biografia
Nancy Gates nacque a Dallas, in Texas, il 1º febbraio 1926. Cominciò a recitare in giovane età firmando un contratto con la RKO all'età di 15 anni. La sua prima apparizione sullo schermo, non accreditata, avvenne nel film L'orgoglio degli Amberson (1942). Nello stesso anno ottenne il suo primo ruolo accreditato in The Great Gildersleeve.
A metà degli anni quaranta iniziò ad interpretare vari ruoli in B-movie, molti dei quali western e film di fantascienza, in alcuni dei quali apparve anche in qualità di protagonista. Nel 1948 recitò al fianco di Eddie Dean in Check Your Guns. Nei seguenti dieci anni continuò a collezionare molte presenze cinematografiche, soprattutto in western, come I giustizieri del Kansas (1954) e Sfida al tramonto (1956), e interpretando molti ruoli di supporto, come in Gangsters in agguato (1954) e Qualcuno verrà (1958), entrambi con Frank Sinatra.
Per il piccolo schermo interpretò una miriade di ruoli minori e inanellò una serie di apparizioni da guest star in decine di episodi di serie televisive, dall'epoca d'oro della televisione statunitense fino alla fine degli sessanta.
Fu accreditata per l'ultima volta sugli schermi televisivi in un episodio trasmesso il 7 ottobre 1969, intitolato An Eye for an Eye e facente parte della serie Mod Squad, i ragazzi di Greer, nel quale interpretò il ruolo di Liz Weaver. Per ciò che concerne il suo curriculum cinematografico, l'ultima interpretazione risale al film La valle dei mohicani (1960).

## Vita privata
Sposata con l'avvocato e uomo d'affari di Hollywood J. William Hayes, si ritirò nel 1969 per dedicarsi alla famiglia. Dal matrimonio con Hayes (morto nel 1992), l'attrice ebbe quattro figli, tra cui i produttori Jeffrey M. Hayes e Chip Hayes.

## Filmografia

### Cinema
- Il peccatore di Tahiti (The Tuttles of Tahiti), regia di Charles Vidor (1942)
- L'orgoglio degli Amberson (The Magnificent Ambersons), regia di Orson Welles (1942)
- The Great Gildersleeve, regia di Gordon Douglas (1942)
- Hitler's Children, regia di Edward Dmytryk e, non accreditato, Irving Reis (1943)
- Questa terra è mia (This Land Is Mine), regia di Jean Renoir (1943)
- Gildersleeve's Bad Day, regia di Gordon Douglas (1943)
- Family Feud (1943) - corto
- Notte d'avventura (A Night of Adventure), regia di Gordon Douglas (1944)
- Le sorprese dell'amore (Bride by Mistake), regia di Richard Wallace (1944)
- Traditori (The Master Race), regia di Herbert J. Biberman (1944)
- Nevada, regia di Edward Killy (1944)
- Nel mar dei Caraibi (The Spanish Main), regia di Frank Borzage (1945)
- Cheyenne Takes Over, regia di Ray Taylor (1947)
- Check Your Guns, regia di Ray Taylor (1948)
- Roll, Thunder, Roll!, regia di Lewis D. Collins (1949)
- Il più grande spettacolo del mondo (The Greatest Show on Earth), regia di Cecil B. DeMille (1952)
- I figli dei moschettieri (At Sword's Point), regia di Lewis Allen (1952)
- La città atomica (The Atomic City), regia di Jerry Hopper (1952)
- Il membro del matrimonio (The Member of the Wedding), regia di Fred Zinnemann (1952)
- Il drago verde (Target Hong Kong), regia di Fred F. Sears (1953)
- La maschera e il cuore (Torch Song), regia di Charles Walters (1953)
- La casbah di Honolulu (Hell's Half Acre), regia di John H. Auer (1954)
- Gangsters in agguato (Suddenly), regia di Lewis Allen (1954)
- I giustizieri del Kansas (Masterson of Kansas), regia di William Castle (1954)
- Il paradiso dei fuorilegge (Stranger on Horseback), regia di Jacques Tourneur (1955)
- Top of the World, regia di Lewis R. Foster (1955)
- Squadra criminale: caso 24 (No Man's Woman), regia di Franklin Adreon (1955)
- Il fondo della bottiglia (The Bottom of the Bottle), regia di Henry Hathaway (1956)
- Mondo senza fine (World Without End), regia di Edward Bernds (1956)
- Wetbacks, regia di Hamk McCune (1956)
- Magnificent Roughnecks, regia di Sherman A. Rose (1956)
- La vita oltre la vita (The Search for Bridey Murphy), regia di Noel Langley (1956)
- Il diabolico avventuriero (Death of a Scoundrel), regia di Charles Martin (1956)
- Sfida al tramonto (The Brass Legend), regia di Gerd Oswald (1956)
- Gli sterminatori dei comanches (The Rawhide Trail), regia di Robert Gordon (1958)
- Qualcuno verrà (Some Came Running), regia di Vincente Minnelli (1958)
- Duello alla pistola (The Gunfight at Dodge City), regia di Joseph M. Newman (1959)
- La valle dei mohicani (Comanche Station), regia di Budd Boetticher (1960)

### Televisione
- Four Star Playhouse – serie TV, un episodio (1953)
- The Pepsi-Cola Playhouse – serie TV, 4 episodi (1953-1954)
- Lux Video Theatre – serie TV, 6 episodi (1953-1957)
- Studio 57 – serie TV, 3 episodi (1954-1955)
- The Whistler – serie TV, 2 episodi (1954-1955)
- General Electric Theater – serie TV, 4 episodi (1954-1955)
- The Adventures of Falcon – serie TV, 2 episodi (1954-1956)
- Schlitz Playhouse of Stars – serie TV, 3 episodi (1954-1956)
- Your Favorite Story – serie TV, un episodio (1954)
- The Star and the Story – serie TV, episodi 1x15-2x11 (1955-1956)
- Jane Wyman Presents The Fireside Theatre – serie TV, 2 episodi (1955-1956)
- Alfred Hitchcock presenta (Alfred Hitchcock Presents) – serie TV, 2 episodi (1955-1956)
- The Millionaire – serie TV, 3 episodi (1955-1959)
- TV Reader's Digest – serie TV, episodio 1x02 (1955)
- The Man Behind the Badge – serie TV, un episodio (1955)
- Soldiers of Fortune – serie TV, un episodio (1955)
- Treasury Men in Action – serie TV, 2 episodi (1955)
- The Lone Wolf – serie TV, un episodio (1955)
- Scienza e fantasia (Science Fiction Theatre) – serie TV, episodio 1x11 (1955)
- Damon Runyon Theater – serie TV, episodi 1x03-2x01 (1955)
- Screen Directors Playhouse – serie TV, episodio 1x09 (1955)
- The Red Skelton Show – serie TV, un episodio (1956)
- Letter to Loretta – serie TV, 2 episodi (1957-1958)
- Perry Mason – serie TV, 3 episodi (1957-1965)
- Meet McGraw – serie TV, un episodio (1957)
- Maverick – serie TV, 2 episodi (1958-1959)
- Carovane verso il west (Wagon Train) – serie TV, 3 episodi (1958-1964)
- Kraft Television Theatre – serie TV, un episodio (1958)
- Trackdown – serie TV, un episodio (1958)
- Indirizzo permanente (77 Sunset Strip) – serie TV, episodio 1x16 (1959)
- The Third Man – serie TV, un episodio (1959)
- Avventure lungo il fiume (Riverboat) – serie TV, episodio 1x01 (1959)
- Lock-Up – serie TV, episodio 1x05 (1959)
- Bronco – serie TV, un episodio (1959)
- Men Into Space – serie TV, episodio 1x11 (1959)
- The Lineup – serie TV, un episodio (1959)
- Bourbon Street Beat – serie TV, episodio 1x14 (1960)
- Hawaiian Eye – serie TV, episodio 1x17 (1960)
- Laramie – serie TV, un episodio (1960)
- Wichita Town – serie TV, episodio 1x25 (1960)
- The Best of the Post – serie TV, episodio 1x13 (1961)
- Hong Kong – serie TV, episodio 1x22 (1961)
- I racconti del West (Zane Grey Theater) – serie TV, un episodio (1961)
- I detectives (The Detectives) – serie TV, episodio 3x04 (1961)
- Tales of Wells Fargo – serie TV, un episodio (1961)
- Avventure in paradiso (Adventures in Paradise) – serie TV, episodio 3x08 (1961)
- Bus Stop – serie TV, episodio 1x08 (1961)
- The Lloyd Bridges Show – serie TV, 2 episodi (1962-1963)
- Gunsmoke – serie TV, un episodio (1962)
- Il virginiano (The Virginian) – serie TV, episodio 3x13 (1964)
- Il ragazzo di Hong Kong (Kentucky Jones) – serie TV, episodio 1x18 (1965)
- Gli uomini della prateria (Rawhide) – serie TV, episodio 8x08 (1965)
- Cavaliere solitario (The Loner) – serie TV, un episodio (1965)
- La legge di Burke (Burke's Law) – serie TV, 2 episodi (1965)
- Bonanza - serie TV, episodio 7x24 (1966)
- Mod Squad, i ragazzi di Greer (The Mod Squad) – serie TV, un episodio (1969)

## Doppiatrici italiane
- Rosetta Calavetta in I figli dei moschettieri, La città atomica, La casbah di Honolulu, Gangsters in agguato, La valle dei mohicani
- Paola Veneroni in La maschera e il cuore
- Micaela Giustiniani in Il fondo della bottiglia
- Maria Pia Di Meo in Mondo senza fine
- Miranda Bonansea in Qualcuno verrà